# توم لانغ
توم لانغ (بالإنجليزية: Tom Lang) هو لاعب كرة قدم بريطاني في مركز الدفاع، ولد في 12 يونيو 1997 في Wootton Wawen ‏ في المملكة المتحدة. لعب مع نادي سترنرير ‏.

## وصلات خارجية
- توم لانغ على موقع قاعدة بيانات كرة القدم.إي يو (الإنجليزية)
- توم لانغ على موقع Soccerbase.com (لاعب) (الإنجليزية)